# Comté de Hamilton (Texas)
Pour les articles homonymes, voir Comté de Hamilton.
Le comté de Hamilton (anglais : Hamilton County) est un comté situé dans le centre de l'État du Texas aux États-Unis. Il est nommé en l'honneur de James Hamilton Jr., un gouverneur de Caroline du Sud qui apportait une assistance financière à la république du Texas. Le siège du comté est Hamilton (Texas). Selon le  recensement de 2020, sa population est de 8 222 habitants.
Le comté a une superficie de 2 166 km2, dont 2 164 km2 en surfaces terrestres.

## Histoire
Les peuples autochtones ont été les premiers habitants de la région. Les tribus amérindiennes plus tard s'installent dans la région, y compris Tawakoni, Tonkawas, Waco et Comanches.
En 1821, peu après que le Mexique eut revendiqué son indépendance de l'Espagne, des colons anglo du Nord arrivèrent au Texas, revendiquant la citoyenneté mexicaine. Après l'indépendance du Texas vis-à-vis du Mexique en 1836  et son annexion par les États-Unis en 1845.
En 1954 plusieurs colons forment une communauté qui deviendra plus tard la ville de Hamilton. En 1858, le sixième législature du Texas forme le comté de Hamilton, nommé d'après James Hamilton Jr.En 1858, Hamilton est nommé siège du comté.
En 1867, les raids des Comanches attaquèrent une école où Ann Whitney en fut l'enseignante. Elle a aidé les étudiants à s'échapper avant de succomber à 18 flèches de la Comanches.
En 1900, la culture du coton s'était étendue à près de 47 500 acres (192 km 22) de terres de comté. En 1934, la paie de l'Administration des travaux publics comprenait 747 hommes du comté de Hamilton, qui, ensemble, gagnaient environ 2 000 dollars par jour.
En 1950, Brushy Bill Roberts, un résident de Hico à la fin des années 1940, a affirmé avoir été le hors-la-loi Billy the Kid. L'affirmation est basée sur une légende que Patrick F. Garrett a aidé Billy à simuler sa propre mort. La Chambre de commerce de Hico a répondu en ouvrant un Billy The Kid Museum.
En 2009, Hamilton a été envahi par une colonie de Crotalus atrox.

## Démographie
Lors du recensement de 2010, le comté comptait une population de 8 517 habitants. En 2017, la population est estimée à 8 422 habitants.

Pyramide des âges du comté de Hamilton (2000).